# Josep Llimona
Pour les articles homonymes, voir Llimona et Bruguera (homonymie).
Josep Llimona i Bruguera, né le 8 avril 1864 à Barcelone (Espagne) et mort 27 février 1934 dans la même ville, est un sculpteur catalan appartenant au mouvement du modernisme catalan.

## Famille
Il fait partie de la famille d'artistes catalans Llimona. Il est le frère du peintre Joan Llimona et l'oncle des peintres Mercè et Núria Llimona.

## Biographie
Il étudie à l'École de la Llotja de Barcelone, et dans l'atelier des frères Agapit (es) et Venanci Vallmitjana (es).
Grâce à une bourse de la mairie de Barcelone, il devient pensionnaire à Rome, où il réalise les ébauches pour le groupe équestre de Raimond-Bérenger III de Barcelone en 1881.
Ses premières œuvres sont académiques, mais grâce à un séjour à Paris, influencé par Auguste Rodin, son style s'oriente vers le modernisme. Dès lors, il expose beaucoup, en Catalogne, à Madrid, à Paris, Bruxelles et Buenos Aires. Il sculpte également des œuvres funéraires pour divers cimetières, dont El Ángel exterminador au cimetière de Comillas. Il reçoit de nombreuses commandes pour des monuments.
En 1892, il fonde avec son frère Joan le Cercle artistique de Sant Lluc.
Mort en 1934 à Barcelone, il repose dans la sépulture familiale du cimetière du Poblenou.

## Œuvres
- 1888 : 
  - Frise pour l'arc de triomphe.
  - Huit reliefs pour le monument à Colomb. Barcelone
  - À Raimond-Bérenger le Grand (ca) (A Ramon Berenguer III)
- 1890 : Sacrée-Cœur. Église paroissiale de Terrassa
- 1891 : Modestie. Musée national d'art de Catalogne à Barcelone.
- 1892 : Vierge du Rosaire. Musée du monastère de Montserrat
- 1895 : L'Ange exterminateur (ca) (L'àngel exterminador). Cimetière de Comillas en Cantabrie.
- 1896 : La Crucifixion de Jésus. Cinquième mystère de la Douleur du Rosaire monumental de Montserrat
- 1897 : La première communion. Musée national d'art de Catalogne à Barcelone.
- 1897 : Saint Nicolas et les pêcheurs. Église Saint-Nicolas de Bilbao (es).
- 1901 : Nativité. Troisième mystère du Rosaire monumental de Montserrat
- 1903-1910 : Monument au Dr Robert. Place de Tétouan, Barcelone
- 1903-1916 : Christ ressuscité. En collaboration avec Antoni Gaudí, pour le Premier mystère de la gloire Rosaire monumental de Montserrat
- 1907 : Chagrin (Desconsol) (musée national d'art de Catalogne, Barcelone)
- 1916 : Saint Georges. Escalier d'honneur de la mairie de Barcelone.
- 1918 : Nu féminin. MNAC.
- 1920 :
  - L'Enterrement du Christ. Cloître de la cathédrale de Barcelone.
  - Monument à José María Usandizaga. Saint-Sébastien
- 1924 :
  - Saint Georges à cheval. Parc de Montjuïc. Barcelone
  - Fontaine de la Beauté (ca) (Font de la Bellesa). Place Dante, Montjuïc, Barcelone.
- 1925 : Nu féminin. Musée national d'art de Catalogne
- 1929 : Le Baiser de Judas. Cathédrale de Tarragone
- 1930 : Le Bain. Musée national d'art de Catalogne
- 1931 : Fuente de la doncella. Parque Rivadavia (es) (Buenos Aires)

## Sculpture

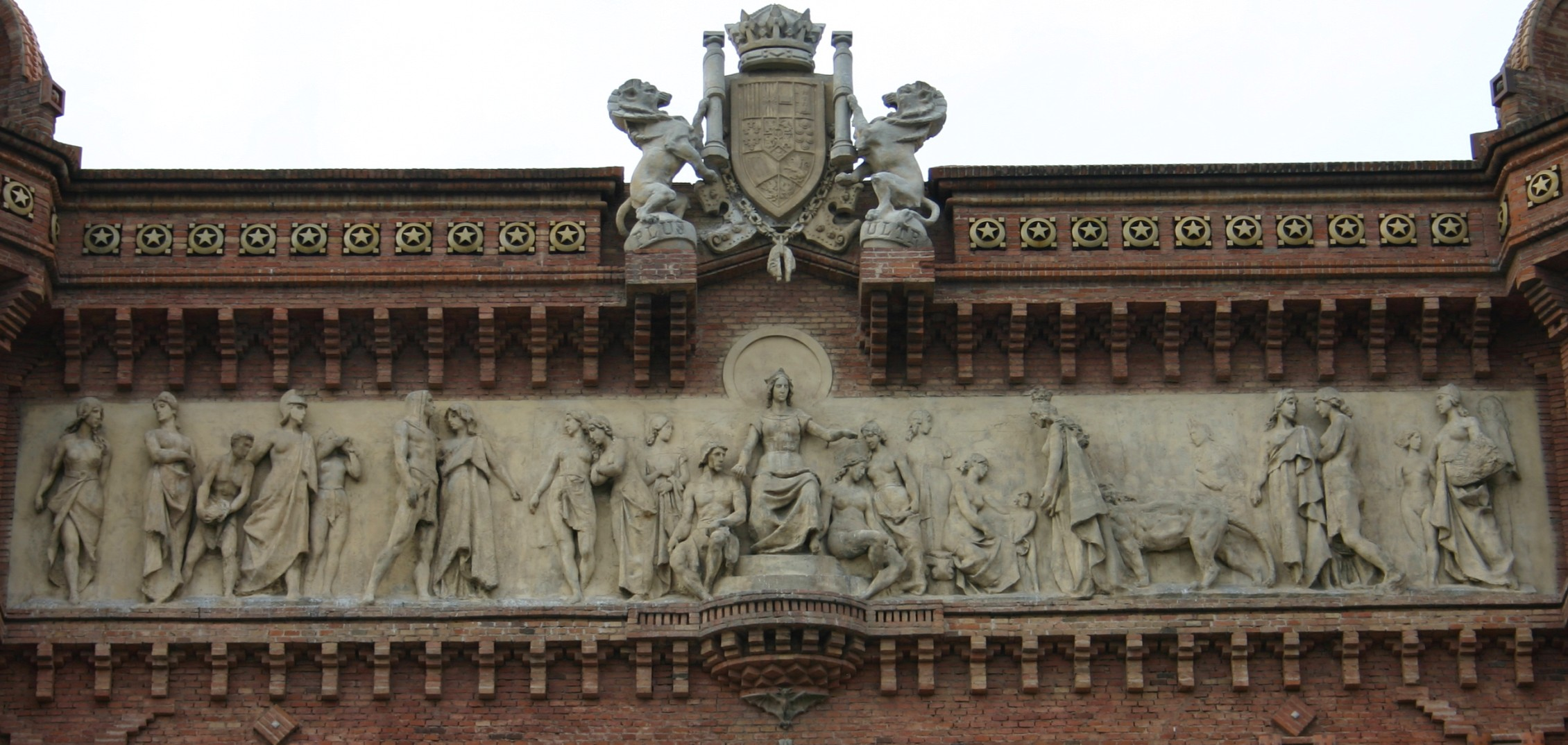
Frise de l'arc de triomphe de Barcelone.
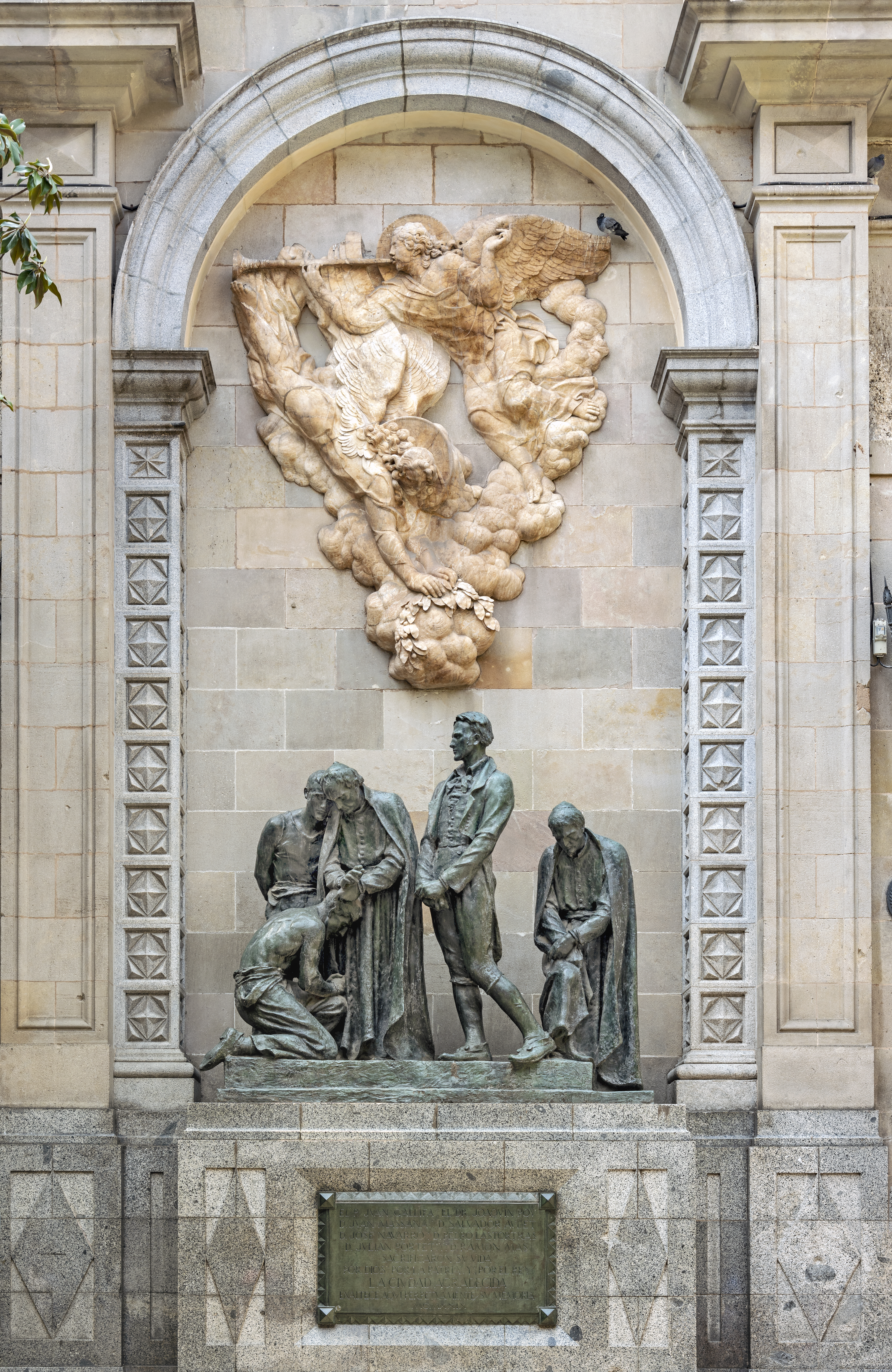
Monument als Herois del 1809 Barcelone.
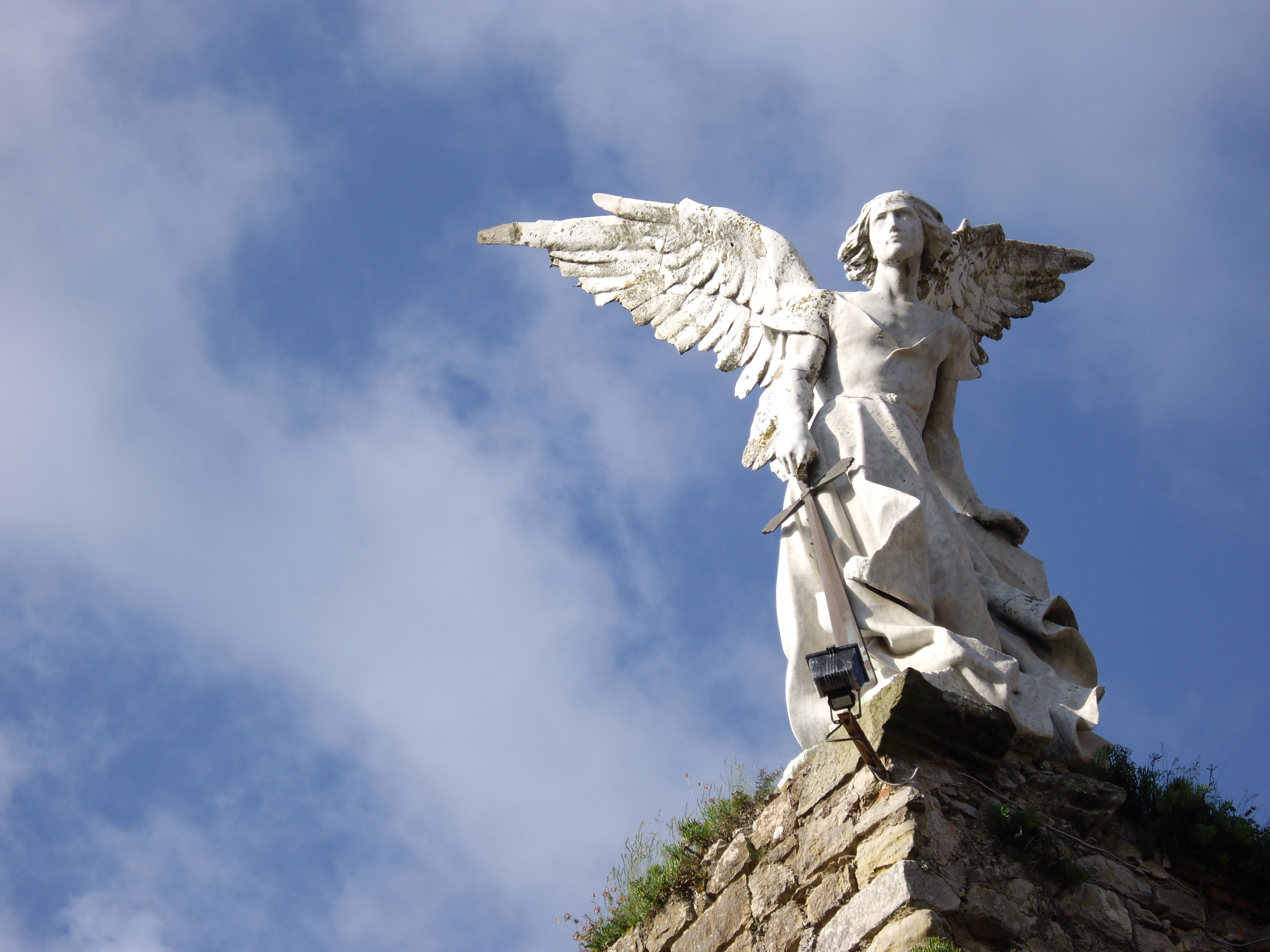
L'ange exterminateur, 1895. Sculpture du cimetière de Comillas (Cantabrie).
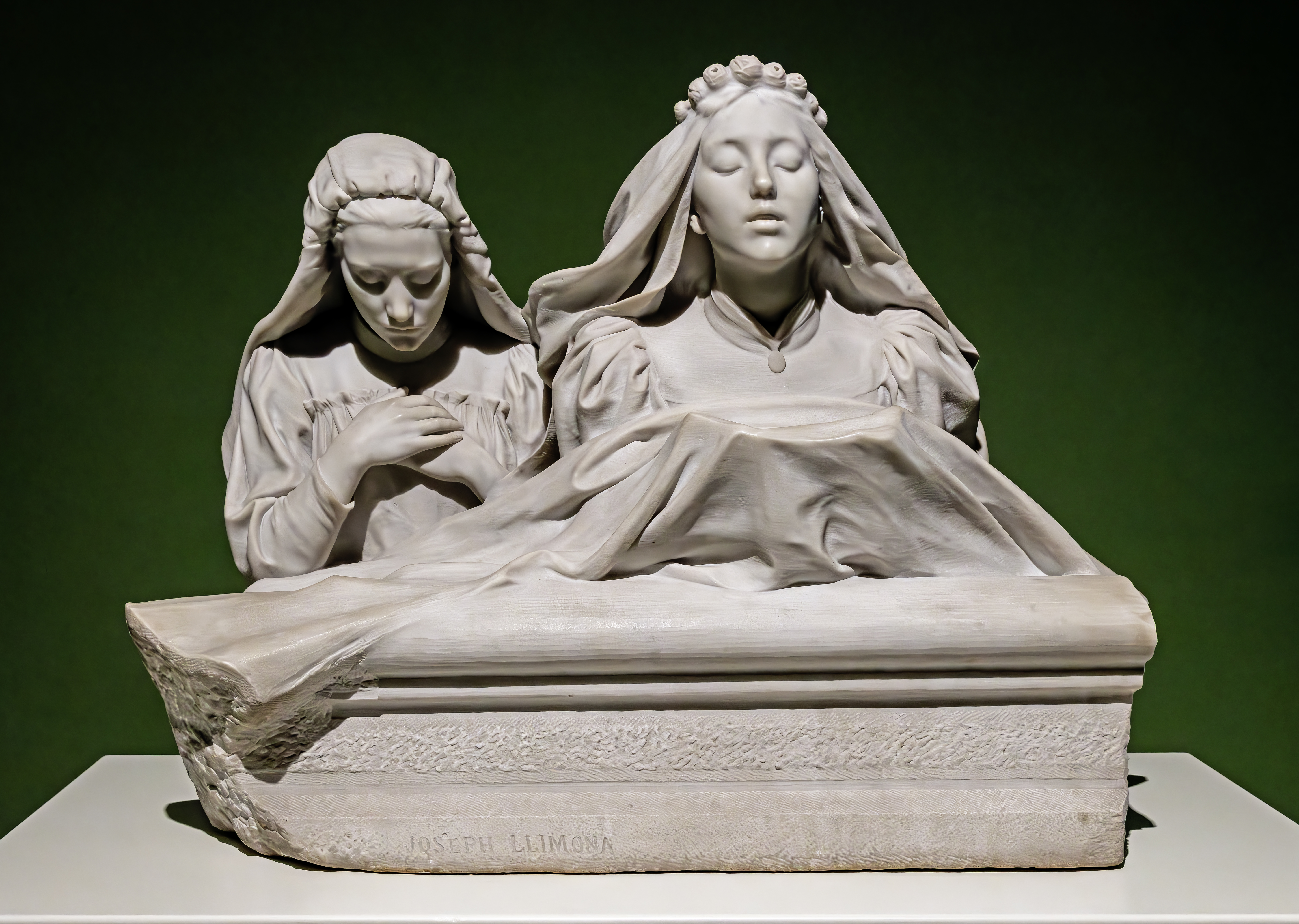
Première communion, 1897; MNAC[2].
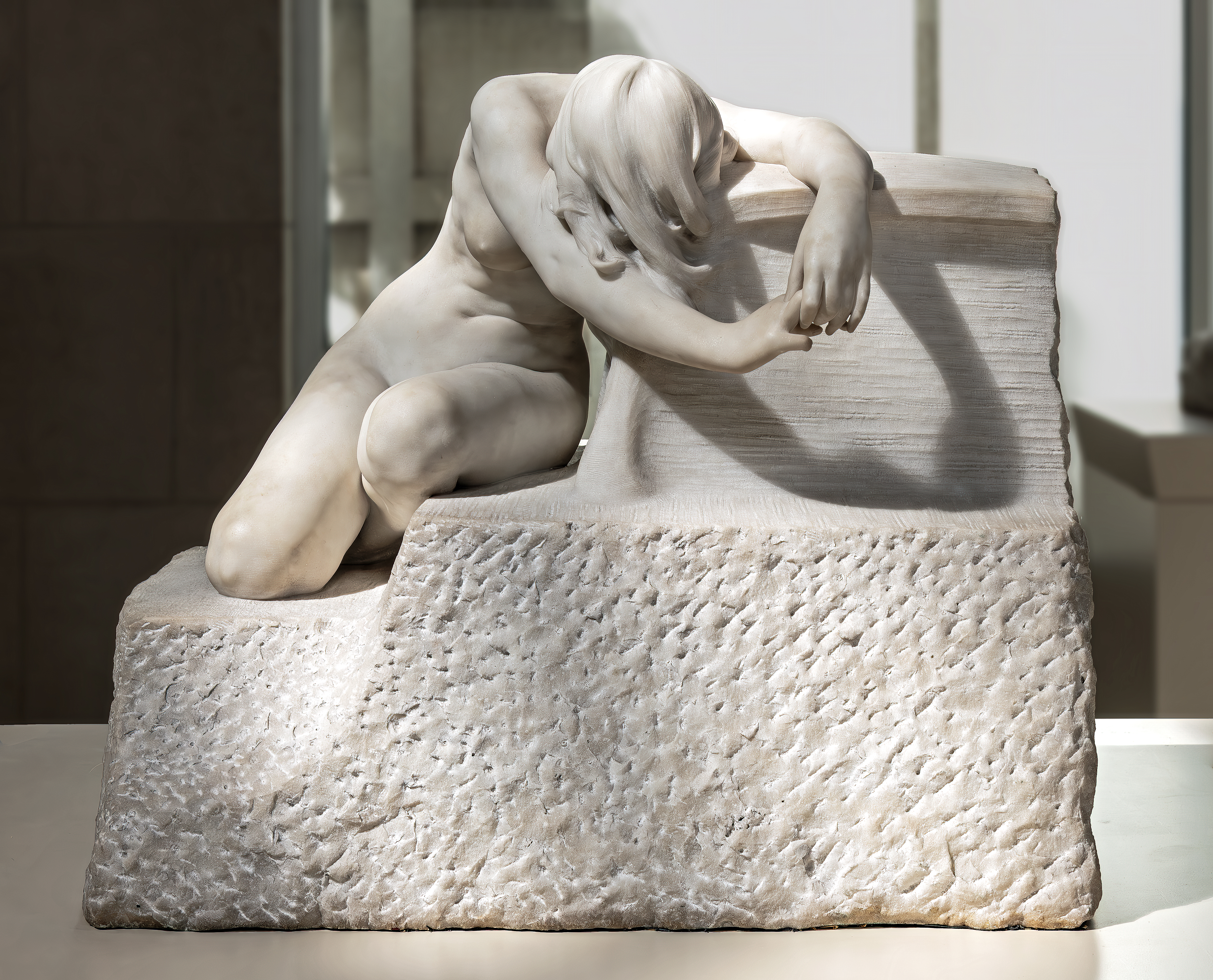
Découragement, 1907; MNAC[3].
Nu féminin, 1918; MNAC[4].
L'Enterrement du Christ, 1920, cathédrale de Barcelone.
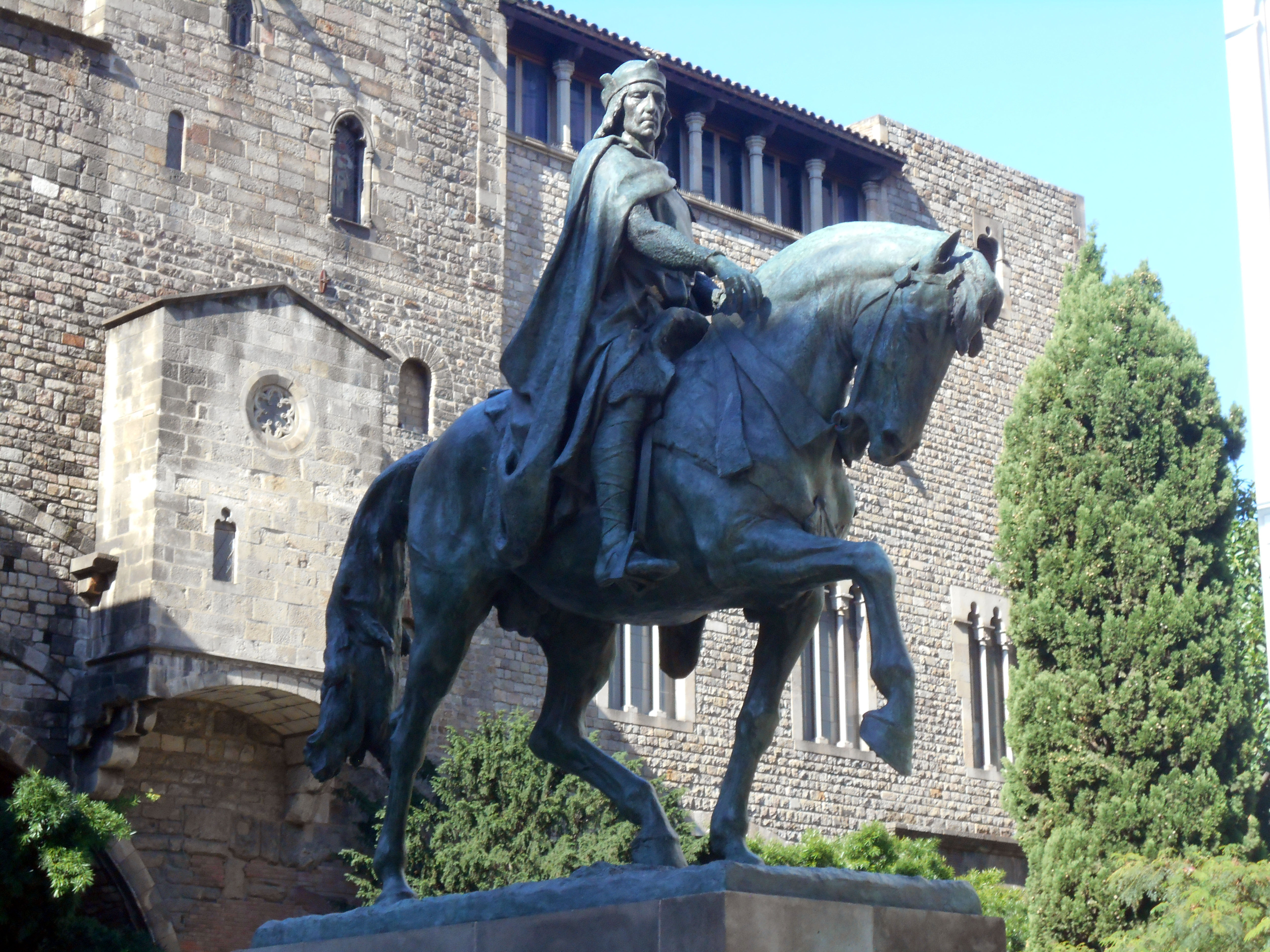
Raimond-Bérenger III le Grand, 1950, Barcelone (d'après un original de Josep Llimona de 1888).

## Dessins

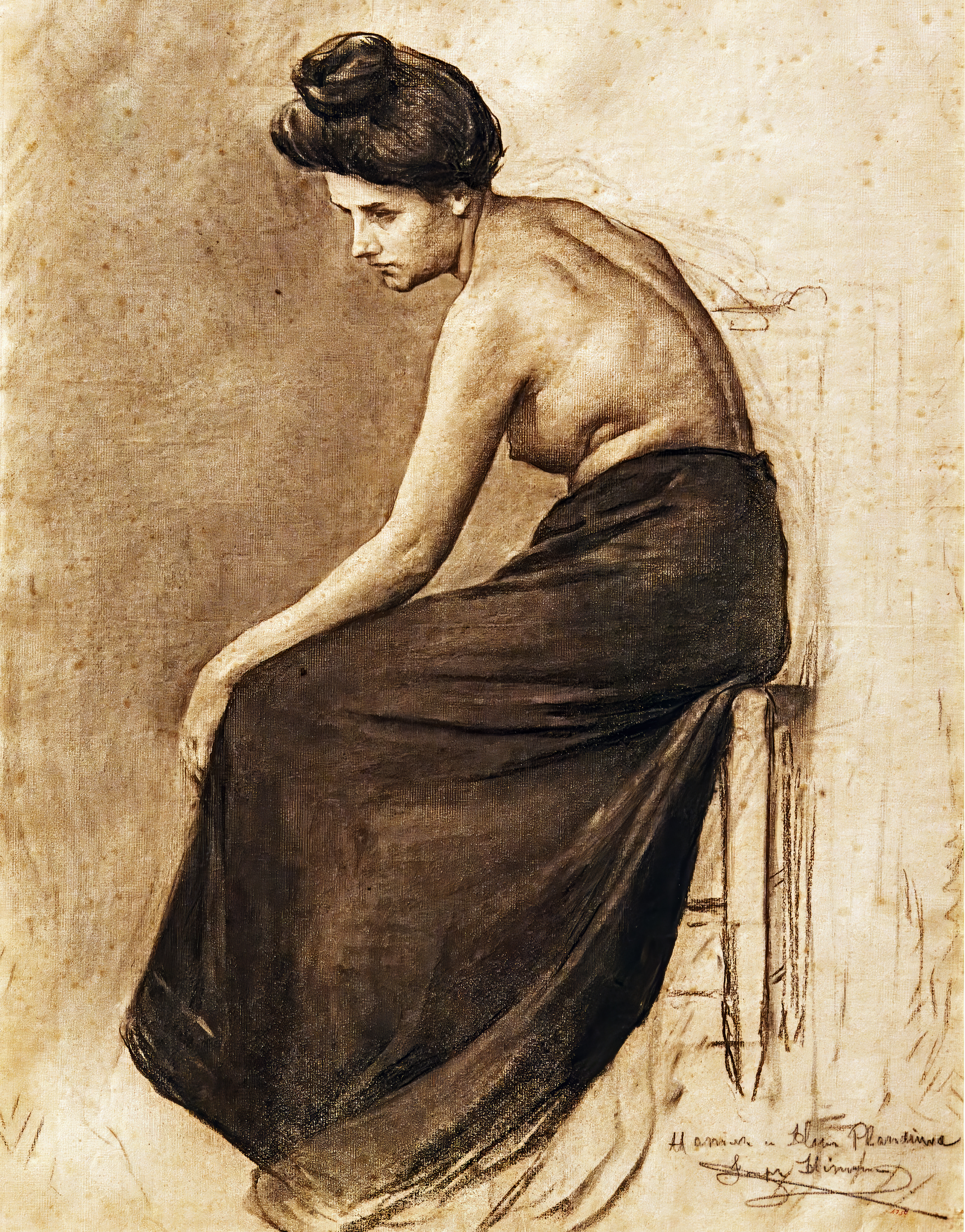
Femme Assise (1900) Fusain sur papier coloré - MNAC
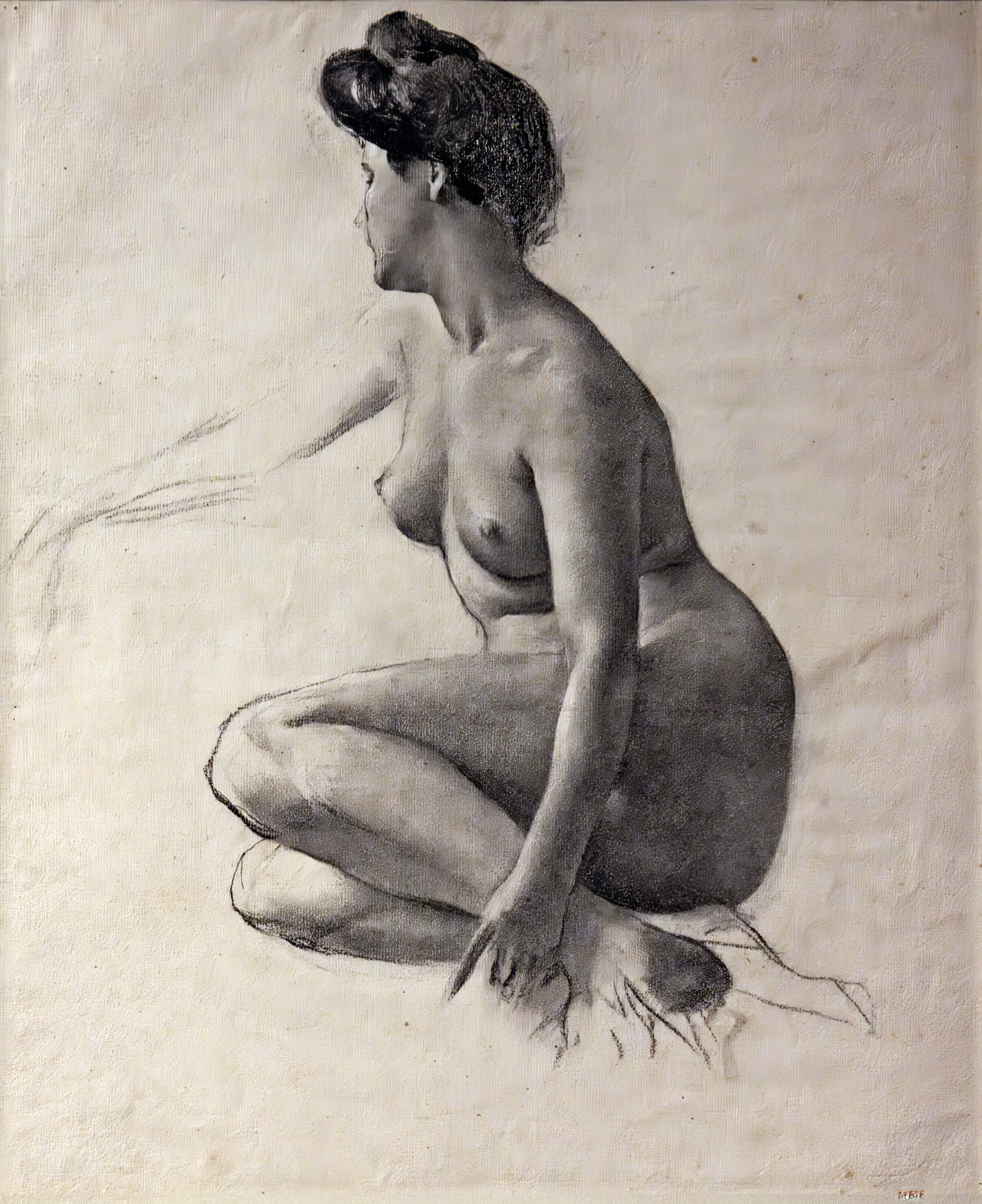
Nu feminin (1907) Fusain et craie sur papier de couleur - MNAC